# Blood Bowl (videogioco 1995)
Blood Bowl è un videogioco strategico a turni fantasy di football americano pubblicato per MS-DOS dalla MicroLeague. È un adattamento dell'omonimo gioco di miniature della Games Workshop.

## Descrizione
Il gioco è una versione fantasy del football americano, con molta più violenza dato che gli avversari possono essere deliberatamente infortunati gravemente o uccisi. Ogni giocatore ha un numero determinato di "action point" con i quali agire. La squadra che segna il maggior numero di touchdown vince. Questo può essere realizzato attraverso un gioco di lanci e passaggi della palla oppure attraverso un gioco più violento che neutralizzi i giocatori della squadra avversaria.